# Altagracia, Nicaragua
Altagracia är en ort i Nicaragua.   Den ligger i kommunen Altagracia i departementet Rivas, i den södra delen av landet, 100 kilometer sydost om huvudstaden Managua. Altagracia ligger 66 meter över havet. Den ligger vid sjön Lago de Nicaragua.
Terrängen runt Altagracia är varierad. Runt Altagracia är det ganska tätbefolkat, med 100 invånare per kvadratkilometer.. 
Savannklimat råder i trakten. Årsmedeltemperaturen i trakten är 22 °C. Den varmaste månaden är april, då medeltemperaturen är 25 °C, och den kallaste är juni, med 20 °C. Genomsnittlig årsnederbörd är 2 582 millimeter. Den regnigaste månaden är februari, med i genomsnitt 370 mm nederbörd, och den torraste är april, med 57 mm nederbörd.